# Christopher Wolstenholme
Pour les articles homonymes, voir Wolstenholme.
Christopher Tony Wolstenholme, né le 2 décembre 1978 à Rotherham (Yorkshire du Sud), est le bassiste du groupe de rock britannique Muse. Multi-instrumentiste, il joue également occasionnellement sur certaines chansons des parties de guitare, clavier, batterie, percussions ou d'harmonica. En studio comme en concert, il assure les parties de chœurs.

## Biographie
Chris a grandi à Rotherham avant de s'installer dans le Devon, région natale de sa mère, en 1989 à l'âge de onze ans. Vers douze ans, il intègre un groupe de musique, Fixed Penalty, dans son lycée, en tant que batteur. Il sait déjà jouer de la guitare et de la batterie lorsque Matthew Bellamy et Dominic Howard lui proposent le rôle de bassiste afin d'intégrer leur groupe. Cette proposition fut faite à la suite d'une prestation de Chris jouant de la batterie tout en chantant juste, avec son premier groupe ce qui impressionna Matthew Bellamy et Dominic Howard.
Chris accepte la proposition et apprend seul un nouvel instrument : la guitare basse. Le trio a joué quelques petits concerts sous le nom de Rocket Baby Dolls, avant que le groupe ne change de nom et donne ses premiers concerts sous le nom de Muse.
Christopher est le plus jeune des membres du groupe. Il est séparé de sa femme, Kelly avec qui il a eu six enfants : Alfie (né le 7 juillet 1999), Ava-Jo (née le 31 décembre 2001), Frankie (né le 26 août 2003), Ernie (né le 19 octobre 2008), Buster (né le 4 novembre 2010) et Teddi Dorothy (née le 5 janvier 2012). Le groupe déplaça quelques dates de leurs concerts prévus aux États-Unis à l'automne 2010, afin que le bassiste puisse assister à la naissance de son cinquième enfant.

### Vie privée
Bien que très attaché à la tranquillité du Devon, bien plus appropriée selon lui pour sa famille, il décide d’emménager à Dublin en avril 2010 avec son épouse Kelly et leurs enfants. Il explique ce choix par le besoin d'être proche d'un aéroport international tout en confirmant qu'il souhaitait éviter Londres. 
Cependant sa famille et lui emménagent à Londres, après que le groupe a émis le souhait de composer leur prochain album tout en vivant tous dans la même ville. Il y vit toujours et il est désormais en couple avec Caris Ball depuis 2017 avec laquelle il entretenait une amitié de longue date. Ils se marient le 1er décembre 2018, il a avec elle son septième enfant, une fille, Mabel Aurora Ball (née le 3 mars 2020).
Le 29 octobre 2021, Chris a son huitième enfant avec Caris Ball, Duke Buddy Ball Wolstenholme (Chris a donc 8 enfants dont 6 de son union avec Kelly, tandis que Caris en a 4 dont 2 enfants d'une union précédente).

## Muse
Bien qu'il n'eût jamais joué de la basse avant la formation du groupe, il fut complimenté pour son jeu par Paul McCartney, après l'extraordinaire performance du groupe, lors du Festival de Glastonbury en 2004.
En concert, il joue également depuis 2008 à l'harmonica, avant le morceau Knights of Cydonia, l'introduction de Man With the Harmonica d'Ennio Morricone. Il joue de la guitare électrique sur le morceau Hoodoo durant la tournée du HAARP ou sur Blackout durant la tournée des stades suivant la sortie de The Second Law : The Unsustainable Tour.
Il est, depuis 2012, second chanteur du groupe Muse. En effet, sur le 6e album du trio, Chris compose lui-même et interprète deux morceaux :  Save Me et Liquid State. Situation inédite pour le groupe jusqu'alors. Il y traite des problèmes liés à son addiction passée à l'alcool lors des tournées précédant l'enregistrement de l'album The Resistance en 2009.